# Fiorenzo Crippa
Fiorenzo Crippa (Arcore, 24 gennaio 1926 – Vimercate, 24 settembre 2017) è stato un ciclista su strada italiano, professionista dal 1948 al 1956 e per anni gregario del "campionissimo" Fausto Coppi.

## Carriera
Da ragazzo lavorava come garzone da un riparatore di biciclette di Arcore. All'inizio degli anni quaranta cominciò a gareggiare. Da dilettante nel 1946, al Vigorelli, stabilì il record dell'ora su tandem in coppia con Antonio Ausenda. Nel 1948 divenne professionista e venne chiamato nella squadra Bianchi di Fausto Coppi, dove rimase sino al 1954, sempre fedele gregario. In seguito corse un anno per la Legnano e uno per la Ignis, lasciando poi l'attività agonistica nel 1956.
Buon passista, si difendeva abbastanza bene su tutti i terreni, in salita e in pianura. Vinse nel 1950 la Coppa Bernocchi e ottenne diversi piazzamenti in numerose gare, tra le quali la Coppa Agostoni e il Giro di Romagna. Al fianco di Coppi parrtecipò a sei edizioni del Giro d'Italia e al Tour de France 1952.

## Palmarès
- 1947 (dilettanti)

Coppa Negrini
Giro Valle del Crati
- 1950 (Bianchi, una vittoria)

Coppa Bernocchi

## Piazzamenti

### Grandi Giri
- Giro d'Italia

1950: 54º
1951: 34º
1953: 52º
1955: 75º
- Tour de France

1952: 58º

### Classiche monumento
- Milano-Sanremo

1949: 103º
1950: 57º
1951: 75º
1952: 104º
1953: 61º
1956: 77º
- Parigi-Roubaix

1949: 98º
1952: 83º
1953: 31º
- Liegi-Bastogne-Liegi

1953: 39º
- Giro di Lombardia

1948: 19º
1949: 42º
1950: 12º
1952: 25º
1954: 30º
1955: 72º